# París-Roubaix 2012

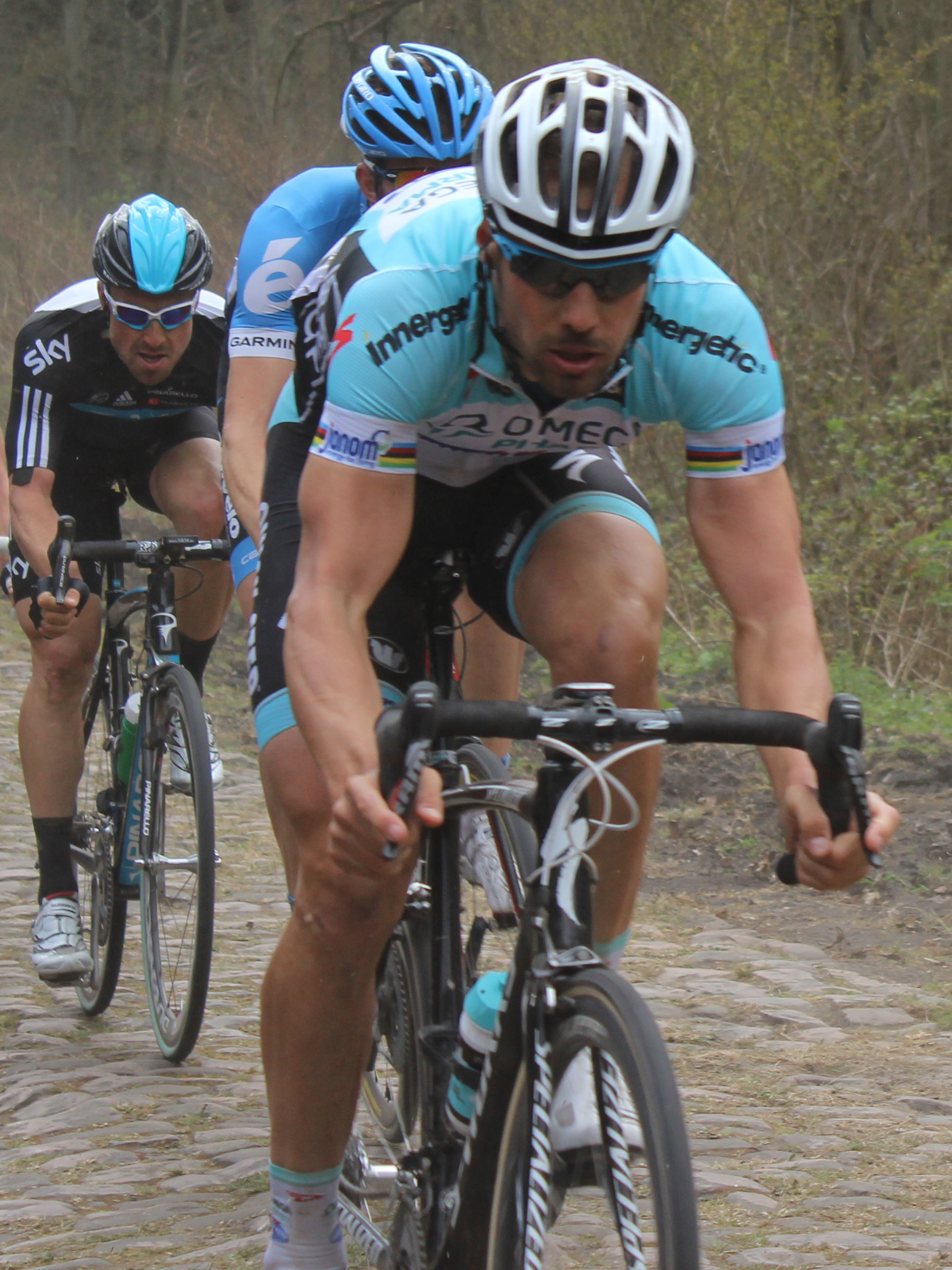
El ganador, Tom Boonen, seguido de Johan VanSummeren y Bernie Eisel, durante uno de los sectores de adoquines.

La París-Roubaix 2012 fue la 110.ª edición de esta clásica ciclista. Se disputó el domingo 8 de abril de 2012, entre Compiègne y el velódromo André Pétrieux de Roubaix, sobre 257,7 km en los que pasaron 27 sectores (repartidos en un total de 51,5 km) de pavé, muy similar al de la edición anterior.
La prueba perteneció al UCI WorldTour 2012.
El ganador final fue Tom Boonen tras atacar a 57 km de la meta. Le acompañaron en el podio Sébastien Turgot y Alessandro Ballan, respectivamente, primeros de un quinteto perseguidor que completaban Juan Antonio Flecha, Niki Terpstra y Lars Boom, respectivamente.

## Recorrido
El recorrido contó con 27 sectores de pavé con una longitud total de 51,5 kilómetros, repartidos como en la edición anterior.
| Sector | Kilómetros | Localización                              | Longitud | Dificultad |
| ------ | ---------- | ----------------------------------------- | -------- | ---------- |
| 27     | 97,5       | Troisvilles > Inchy                       | 2.200 m  | 03         |
| 26     | 104        | Viesly > Quiévy                           | 1.800 m  | 03         |
| 25     | 106,5      | Quiévy > Saint-Python                     | 3.700 m  | 04         |
| 24     | 115,5      | Saint-Python                              | 1.500 m  | 02         |
| 23     | 119,5      | Vertain > Saint-Martin-sur-Écaillon       | 2.300 m  | 03         |
| 22     | 126        | Capelle-sur-Écaillon > Ruesnes            | 1.700 m  | 03         |
| 21     | 142        | Aulnoy-lez-Valenciennes > Famars          | 2.600 m  | 05         |
| 20     | 145,5      | Famars > Quérénaing                       | 1.200 m  | 02         |
| 19     | 149        | Quérénaing > Maing                        | 2.500 m  | 03         |
| 18     | 152        | Maing > Monchaux-sur-Écaillon             | 1.600 m  | 03         |
| 17     | 163,5      | Haveluy > Wallers                         | 2.500 m  | 04         |
| 16     | 172        | Trouée d'Arenberg                         | 2.400 m  | 05         |
| 15     | 178,5      | Millonfosse > Bousignies                  | 1.400 m  | 04         |
| 14-1   | 183        | Brillon > Tilloy-lez-Marchiennes          | 1.100 m  | 02         |
| 14-2   | 185,5      | Tilloy-lez-Marchiennes > Sars-et-Rosières | 2.400 m  | 03         |
| 13     | 192        | Beuvry-la-Forêt > Orchies                 | 1.400 m  | 03         |
| 12     | 197        | Orchies                                   | 1.700 m  | 03         |
| 11     | 203        | Auchy-lez-Orchies > Bersée                | 2.600 m  | 03         |
| 10     | 208,5      | Mons-en-Pévèle                            | 3.000 m  | 05         |
| 9      | 215        | Mérignies > Avelin                        | 700 m    | 02         |
| 8      | 218        | Pont-Thibaut à Ennevelin                  | 1.400 m  | 03         |
| 7-1    | 223,5      | Templeuve (L'Épinette)                    | 200 m    | 01         |
| 7-2    | 224,5      | Templeuve (Moulin-de-Vertain)             | 500 m    | 02         |
| 6-1    | 230,5      | Cysoing > Bourghelles                     | 1.300 m  | 04         |
| 6-2    | 233        | Bourghelles > Wannehain                   | 1.100 m  | 03         |
| 5      | 237,5      | Camphin-en-Pévèle                         | 1.800 m  | 04         |
| 4      | 240,5      | Carrefour de l'Arbre                      | 2.100 m  | 05         |
| 3      | 242,5      | Gruson                                    | 1.100 m  | 02         |
| 2      | 249,5      | Hem                                       | 1.400 m  | 01         |
| 1      | 256,5      | Roubaix                                   | 300 m    | 01         |
| Total  | Total      | Total                                     | 51.500 m | 51.500 m   |

## Equipos participantes
Participaron en la carrera 25 equipos. Los 18 de categoría UCI ProTeam (al ser obligada su participación); más 7 de categoría Profesional Continental (el Argos-Shimano, Bretagne-Schuller, Cofidis, le Crédit en Ligne, Farnese Vini-Selle Italia, FDJ-Big Mat, Saur-Sojasun, Team Europcar y Team NetApp). Formando así un pelotón de 195 ciclistas, con 8 corredores cada equipo (excepto el Movistar que salió con 7 y el Liquigas-Cannondale y Astana que salieron con 6), de los que acabaron 86. Los equipos participantes fueron:
| Equipo                      | Cód. UCI | Categoría               |
| --------------------------- | -------- | ----------------------- |
| Garmin-Barracuda            | GRM      | UCI ProTeam             |
| Ag2r La Mondiale            | ALM      | UCI ProTeam             |
| Astana Pro Team             | AST      | UCI ProTeam             |
| BMC Racing                  | BMC      | UCI ProTeam             |
| Euskaltel-Euskadi           | EUS      | UCI ProTeam             |
| FDJ-Big Mat                 | FDJ      | UCI ProTeam             |
| Orica-GreenEDGE             | GEC      | UCI ProTeam             |
| Katusha                     | KAT      | UCI ProTeam             |
| Lampre-ISD                  | LAM      | UCI ProTeam             |
| Liquigas-Cannondale         | LIQ      | UCI ProTeam             |
| Lotto Belisol               | LTB      | UCI ProTeam             |
| Movistar Team               | MOV      | UCI ProTeam             |
| Omega Pharma-Quick Step     | OPQ      | UCI ProTeam             |
| Rabobank Cycling Team       | RAB      | UCI ProTeam             |
| RadioShack-Nissan           | RNT      | UCI ProTeam             |
| Team Saxo Bank              | SAX      | UCI ProTeam             |
| Sky Procycling              | SKY      | UCI ProTeam             |
| Vacansoleil-DCM             | VCD      | UCI ProTeam             |
| Team Argos-Shimano          | ARG      | Profesional Continental |
| Bretagne-Schuller           | BSC      | Profesional Continental |
| Cofidis, le Crédit en Ligne | COF      | Profesional Continental |
| Team Europcar               | EUC      | Profesional Continental |
| Farnese Vini-Selle Italia   | FAR      | Profesional Continental |
| Team NetApp                 | APP      | Profesional Continental |
| Saur-Sojasun                | SAU      | Profesional Continental |

## Clasificación final
| Posición | Ciclista            | Equipo                 | Tiempo     |
| -------- | ------------------- | ---------------------- | ---------- |
| 1.       | Tom Boonen          | Omega Pharma-QuickStep | 5h 55' 22" |
| 2.       | Sébastien Turgot    | Europcar               | + 1' 39"   |
| 3.       | Alessandro Ballan   | BMC Racing             | m.t.       |
| 4.       | Juan Antonio Flecha | Sky                    | m.t.       |
| 5.       | Niki Terpstra       | Omega Pharma-QuickStep | m.t.       |
| 6.       | Lars Boom           | Rabobank               | + 1' 43"   |
| 7.       | Matteo Tosatto      | Saxo Bank              | + 3' 31"   |
| 8.       | Mathew Hayman       | Sky                    | m.t.       |
| 9.       | Johan Vansummeren   | Garmin-Barracuda       | m.t.       |
| 10.      | Maarten Wynants     | Rabobank               | m.t.       |

## UCI WorldTour
Esta París-Roubaix otorgó puntos para el UCI WorldTour 2012 a los corredores de los equipos de la categoría UCI ProTour pero no a los de los equipos de categoría Profesional Continental (ya que es una clasificación cerrada para los equipos de la máxima categoría). El reparto de puntos fue el siguiente:
| # | Corredor            | Equipo | Puntos |
| - | ------------------- | ------ | ------ |
| 1 | Tom Boonen          | OPQ    | 100    |
| 2 | Alessandro Ballan   | BMC    | 70     |
| 3 | Juan Antonio Flecha | SKY    | 60     |
| 4 | Niki Terpstra       | OPQ    | 50     |
| 5 | Lars Boom           | RAB    | 40     |
| 6 | Matteo Tosatto      | SAX    | 30     |
| 7 | Mathew Hayman       | SKY    | 20     |
| 8 | Johan Vansummeren   | GRM    | 10     |
| 9 | Maarten Wynants     | RAB    | 4      |

| # | Equipo                 | Puntos |
| - | ---------------------- | ------ |
| 1 | Omega Pharma-Quickstep | 150    |
| 2 | Sky Procycling         | 80     |
| 3 | BMC Racing Team        | 70     |
| 4 | Rabobank               | 44     |
| 5 | Team Saxo Bank         | 30     |
| 5 | Garmin-Barracuda       | 10     |

| # | País         | Puntos |
| - | ------------ | ------ |
| 1 | Bélgica      | 114    |
| 2 | Italia       | 100    |
| 3 | Países Bajos | 90     |
| 7 | España       | 60     |
| 4 | Australia    | 20     |